# Dictenidia bimaculata
Dictenidia bimaculata is een tweevleugelige uit de familie van de langpootmuggen (Tipulidae). De soort komt voor in het Palearctisch gebied.